# Talizman (powieść Stephena Kinga i Petera Strauba)
Talizman (ang. The Talisman) – powieść Stephena Kinga oraz Petera Strauba z 1984 roku. W Polsce wydana po raz pierwszy w 1994 roku.

## Opis fabuły
Jack Sawyer, na pierwszy rzut oka jest zwykłym dwunastoletnim chłopcem, synem chorej na raka aktorki, jednak podczas wycieczki do miasteczka letniskowego w New Hampshire dowiaduje się, iż jest jedyną osobą na świecie, która może uratować królową równoległego świata, w którym część osób z naszego świata ma osobę będącą jej odpowiednikiem, a dwójnikiem jego matki jest nie kto inny, jak królowa Terytoriów. Aby uratować obie kobiety, Jack musi wyruszyć w długą podróż do tajemniczego, pełnego zła hotelu, w którym ukryty jest cudowny talizman, mogący wyleczyć każdą dolegliwość. Jack wyrusza w tajemniczą podróż, przeskakując między dwoma światami, gdzie czeka na niego wiele przygód, ale i niebezpieczeństw ze strony przebiegłego przyszywanego wuja Morgana.